# Џорџтаун (Мериленд)
Џорџтаун (енгл. Georgetown) насељено је место без административног статуса у америчкој савезној држави Мериленд.

## Демографија
По попису из 2010. године број становника је 143.
| Група             | 2000.    | 2010.      |
| Белци             | 0 (0,0%) | 33 (23,1%) |
| Афроамериканци    | 0 (0,0%) | 99 (69,2%) |
| Азијати           | 0 (0,0%) | 1 (0,7%)   |
| Хиспаноамериканци | 0 (0,0%) | 4 (2,8%)   |
| Укупно            | 0        | 143        |